# スペンサーの山
『スペンサーの山』（スペンサーのやま、原題：Spencer's Mountain）は、1963年制作のアメリカ合衆国の映画。
アール・ハムナー・ジュニア原作の小説をデルマー・デイヴィス監督（兼脚本・製作）、ヘンリー・フォンダ主演で映画化。

## あらすじ
クレイ・スペンサーは妻・オリヴィアと、長男・クレイボーイを筆頭とする8人の子供と共に、父・ゼベロンの父（クレイから見れば祖父）の入植した山に住んでいた。
クレイは20年前から山の頂上に夢の家を建てることを計画、子供たちに手伝ってもらって工事に取りかかっていた。
長男のクレイボーイは首席で高校を卒業し、大学の奨学金を受ける資格も十分に持つ優等生だった。
全てが順風満帆かに見えたスペンサー一家にある日突然、悲劇が起こる。さらに、夢の家造りにも暗雲が立ちこめてくる。

## キャスト
| 役名                     | 俳優                     | 日本語吹替 |
| ------------------------ | ------------------------ | ---------- |
| クレイ・スペンサー       | ヘンリー・フォンダ       | 小山田宗徳 |
| オリヴィア・スペンサー   | モーリン・オハラ         | 小沢沙季子 |
| クレイボーイ・スペンサー | ジェームズ・マッカーサー | 堀勝之祐   |
| ゼベロン・スペンサー     | ドナルド・クリスプ       |            |
| クラリス・コールマン     | ミムジー・ファーマー     |            |
| ベッキー・スペンサー     | ヴェロニカ・カートライト |            |
| スペンサーの親族         | ヴィクター・フレンチ     |            |

- 日本語吹き替え - 初放映1969年6月15日 テレビ朝日 『日曜洋画劇場』